# Nekonveksni veliki rombiikozidodekaeder
| Nekonveksni veliki rombiikozidodekaeder           | Nekonveksni veliki rombiikozidodekaeder              |
| ------------------------------------------------- | ---------------------------------------------------- |
|                                                   |                                                      |
| Vrsta                                             | uniformni zvezdni polieder                           |
| Elementi                                          | F = 62, E = 120, V =60 ({\displaystyle \chi \,} = 2) |
| Stranske ploskve po stranicah                     | 20{3}+30{4}+12{5/2}                                  |
| Wythoffovi simboli                                | 5/3 3 \| 2 5/2 3/2 \| 2                              |
| Simetrijska grupa                                 | Ih, [5,3], *532                                      |
| Bowerjeva okrajšava                               | Qrid                                                 |
| Sklici                                            | U76, C84, W105                                       |
| veliki deltoidni heksekontaeder (dualni polieder) | 3.4.5/4.4 slika oglišč                               |

Nekonveksni veliki rombiikozidodekaeder je nekonveksni uniformni polieder z oznako (indeksom) U67. Imenujemo ga tudi kvazirombiikozidodekaeder. Njegov Schläflijev simbol je t0,2{5/3,3}. Njegova slika oglišč je križni štirikotnik (prekrižani štirikotnik). 

## Kartezične koordinate
kartezične koordinate oglišč nekonveksnega velikega rombiikozidodekaedra so vse parne permutacije vrednosti
(±1/τ2, 0, ±(2−1/τ))
(±1, ±1/τ3, ±1)
(±1/τ, ±1/τ2, ±2/τ)
kjer je τ = (1+√5)/2  zlati rez, ki ga včasih označujemo s φ.

## Sorodni poliedri
Ima enako razvrstitev oglišč kot prisekan veliki dodekaeder in uniformni sestav šestih ali sestav dvanajstih petstranih prizem. Razen tega ima isto razvrstitev robov kot veliki dodeciikozidodekaeder, ki ima trikotne in pentagramske skupne stranske ploskve ter veliki rombidodekaeder, ki pa ima skupne kvadratne stranske ploskve.
| nekonveksni veliki rombiikozidodekaeder | veliki dodeciikozidodekaeder    | veliki rombidodekaeder              |
| prisekan veliki dodekaeder              | sestav šestih petstranih prizem | sestav dvanajstih petstranih prizem |